# Orsalen
Orsalen är en sjö i Vansbro kommun i Dalarna och ingår i Dalälvens huvudavrinningsområde. Sjön har en area på 1,26 kvadratkilometer och ligger 226 meter över havet. Sjön avvattnas av vattendraget Strandån.

## Delavrinningsområde
Orsalen ingår i det delavrinningsområde (669872-142477) som SMHI kallar för Utloppet av Orsalen. Medelhöjden är 269 meter över havet och ytan är 19,21 kvadratkilometer. Räknas de 3 avrinningsområdena uppströms in blir den ackumulerade arean 52,82 kvadratkilometer. Strandån som avvattnar avrinningsområdet har biflödesordning 4, vilket innebär att vattnet flödar genom totalt 4 vattendrag innan det når havet efter 294 kilometer. Avrinningsområdet består mestadels av skog (77 procent) och sankmarker (11 procent). Avrinningsområdet har 1,26 kvadratkilometer vattenytor vilket ger det en sjöprocent på 6,6 procent.